# Chinese vuurbuiksalamander
De Chinese vuurbuiksalamander (Cynops orientalis) is een salamander uit het geslacht Cynops. De soort werd voor het eerst wetenschappelijk beschreven door David in 1873. Oorspronkelijk werd de wetenschappelijke naam Triton orientalis gebruikt.
De Chinese vuurbuiksalamander heeft een roodoranje buik en de rest van het lichaam is zwart van kleur . De mannetjes bereiken een lichaamslengte van ongeveer acht centimeter, de vrouwtjes blijven kleiner en worden 6 tot 6,5 cm lang. Het lichaam scheidt een giftige stof uit, die vijanden op afstand houdt.
Deze soort wordt door enkele gelijkende kenmerken vaak verward met de Japanse vuurbuiksalamander (Cynops pyrrhogaster). Het grootste verschil is dat de Chinese vuurbuiksalamander een gladdere huid heeft en een ronde staart. Cynops pyrrhogaster heeft een ruwere huid en een platte staart.